# Elezioni presidenziali negli Stati Uniti d'America del 1976

Collegio Elettorale: Jimmy Carter/Walter Mondale (297); Gerald Ford/Bob Dole (240); Ronald Reagan/Bob Dole (1).

Le elezioni presidenziali negli Stati Uniti d'America del 1976 si svolsero il 2 novembre.
La sfida oppose il presidente repubblicano uscente Gerald Ford e il candidato democratico Jimmy Carter. Ford era subentrato nel 1974 al dimissionario Richard Nixon, in seguito allo scandalo Watergate. Carter, ex governatore della Georgia, venne eletto nonostante fosse fino ad allora poco noto a livello nazionale. Era dai tempi di Zachary Taylor (eletto nel 1848) che un presidente statunitense non proveniva dal Profondo Sud.

## Risultati
| Candidati                    | Candidati                | Partiti                                       | Voti       | %     | Delegati |
| Presidente                   | Vicepresidente           | Partiti                                       | Voti       | %     | Delegati |
| ---------------------------- | ------------------------ | --------------------------------------------- | ---------- | ----- | -------- |
| Jimmy Carter (GA)            | Walter Mondale (MN)      | Partito Democratico                           | 40 831 881 | 50,08 | 297      |
| Gerald Ford (MI)             | Bob Dole (KS)            | Partito Repubblicano                          | 39 148 634 | 48,01 | 241      |
| Eugene McCarthy (MN)         | Diversi da stato a stato | Indipendente                                  | 744 763    | 0,91  | –        |
| Roger MacBride (VT)          | David Bergland (CA)      | Partito Libertario                            | 172 557    | 0,21  | –        |
| Lester Maddox (GA)           | William D. Dyke (WI)     | Partito Indipendente Americano                | 170 373    | 0,21  | –        |
| Thomas J. Anderson (TX o TN) | Rufus Shackelford        | Partito Americano                             | 158 724    | 0,19  | –        |
| Peter Camejo                 | Willie Mae Reid          | Partito Socialista dei Lavoratori             | 90 986     | 0,11  | –        |
| Gus Hall                     | Jarvis Tyner             | Partito Comunista degli Stati Uniti d'America | 58 709     | 0,07  | –        |
| Margaret Wright              | Benjamin Spock           | Partito del Popolo                            | 49 016     | 0,06  | –        |
| Lyndon LaRouche              | R. Wayne Evans           | U.S. Labor Party                              | 40 018     | 0,05  | –        |
| Altri candidati              | -                        | -                                             | 75 119     | 0,09  | –        |
| Totale                       | Totale                   | Totale                                        | 81 540 780 | 100   | 538      |

| Jimmy Carter    |  | 50,08% |
| Gerald Ford     |  | 48,01% |
| Eugene McCarthy |  | 0,91%  |
| Altri           |  | 1,00%  |

     Carter (297)
     Ford (240)
     Reagan (1)